# Bițina-Pământeni
Bițina-Pământeni – wieś w Rumunii, w okręgu Jałomica, w gminie Movilița. W 2011 roku liczyła 96 mieszkańców.